# 一村産業
一村産業株式会社（いちむらさんぎょう）は、大阪府大阪市北区に本社、石川県金沢市に本店を置く繊維メーカーである。東レの連結子会社。

## 概要
事業としては、合成繊維、炭素繊維、アラミド繊維等の繊維織物の生産および加工販売をおこなう。この他にも、建材としても利用されるポリスチレンフォームの生産加工もおこなっている。
東レ、北國銀行など、合繊メーカー5社、銀行8行の支援により1979年に設立された。

## 沿革
- 1894年 - 創業。
- 1979年 - 一村産業株式会社が設立。
- 1991年 - 大阪支店を大阪本社に改称
- 2008年 - ISO9001認証取得。
- 2009年 - 設立30周年。
- 2018年 - 大阪本社を旧社屋（大阪市中央区瓦町二丁目5番7号）から中之島ダイビルに移転。